# Dimophyes arctica
Dimophyes arctica är en nässeldjursart som först beskrevs av Chun 1897.  Dimophyes arctica ingår i släktet Dimophyes och familjen Diphyidae. Det är osäkert om arten förekommer i Sverige. Inga underarter finns listade i Catalogue of Life.